# Ricse
Ricse es un pueblo ubicado en el distrito de Cigánd, condado de Borsod-Abaúj-Zemplén, Hungría. Es la localidad natal de Adolph Zukor, fundador y presidente del sello Paramount Pictures.

## Superficie
Posee una superficie de 24,75 kilómetros cuadrados.

## Demografía
Hasta 2022 la población era de 1648 habitantes, con una densidad de población de 66,59 habitantes por kilómetro cuadrado.